# Адам Зерніков
Адам Зерніков (1652 — 1691, Батуринський монастир) — церковний діяч, богослов, письменник, військовий інженер та архітектор німецького походження, родом з Кеніґсберґа (за іншими відомостями, з Торуня).
На думку Михайла Грушевського, «de Zernikow» — це значить «з Чернігова», де якийсь час жив і працював Адам Зерніков.

## Життєпис
Про життя Адама Зернікова відомо мало, адже за життя він не дочекався слави та поваги, які прийшли до нього вже після смерті. Відомо тільки те, що Адам народився в лютеранстві, однак вже з ранніх років відчував невдоволення та нерозуміння цього вчення. Натомість, прочитавши книгу Критопула «Сповідування церкви грецької», Адам Зерніков поступово став навертатися до православної віри. Найбільше його цікавили росходження православ'я і католицизму в питанні сходження Святого Духа. Для того, щоб краще пізнати суть і знайти відповідь на це питання Адам подорожує по Європі, відвідує бібліотеки Оксфорду, Кембриджу, Парижу та Риму. Він перечитав сотні, якщо не тисячі праць і трактатів служителів церкви. Врешті Адам Зерніков знаходить для себе відповідь: найправильніше трактування сходження Святого Духа та Святої Трійці саме у вченнях православної церкви. 
Після цього Зерніков прибуває до Чернігівського архієпископа Лазаря. Адам висловлює йому своє бажання охреститися в Православ'ї. Але замість усного зречення від лютеранства Зерніков написав «Спростування лютеранської віри». Після цього тодішній гетьман Лівобережної України з почестями прийняв Адама Зернікова в Батурині, тому що останній був ще й гарним інженером. Однак невдовзі Адам приймає чернецтво і займається розшуком своїх праць по бібліотекам.
У 1682 році Зерніков закінчив свій трактат «Про сходження Духа Святого від єдиного Отця». Праця була написана на латинській мові та видана у двох томах Самуїлом Мстиславом у місті Кенігсберг, у 1774 та 1776 роках.
Помер Адам Зерніков у Батуринському монастирі приблизно в 1691 році.